# Pitara subcosta
Pitara subcosta là một loài bướm đêm trong họ Erebidae.